# Lizin
Lizin (Lys, K) esencijalna aminokiselina. Lizin je nužan gradivni element svih proteina ljudskog tijela. Izvor lizina u prehrani nalazi se u žitaricama, mahunarkama i ribi. 

Kemijska formula: NH2CH2CH2CH2CH2CHNH2COOH (2,6-diaminoheksanska kiselina)